# Alianci (powieść)
Alianci – powieść sensacyjna polskiego pisarza Jarosława Abramowa-Newerlego wydana w Białymstoku w 1990 r.

## Jak powstali „Alianci"
Jak przyznaje sam autor, pomysł książki zrodził się w głowie Krzysztofa Topolskiego, jego przyjaciela. Powieść została napisana w Ameryce po polsku, w latach 80. XX w., z myślą, że nie będzie mogła być wydana w Polsce. W 1987 została więc oddana przez Topolskiego, który przebywał w USA, do tłumaczenia na angielski. Sam Abramow-Newerly nie przyznawał się do autorstwa. Przekładu podjął się absolwent Wydziału Slawistycznego University of Toronto, John Desantis. Książka miała się ukazać pod tytułem Flying through the Curtain, a autor krył się pod pseudonimem Nikolai Gorn. Na skutek przemian politycznych w Polsce książka mogła zostać wydrukowana w kraju. Konieczne jednak były pewne przeróbki i poprawki, których dokonał autor. Wydarzenia opisane w powieści są fikcyjne, tak jak postacie, ale podobny incydent rzeczywiście miał miejsce.

## Treść
Akcja rozgrywa się w 1945 r., początkowo w USA, a następnie w ZSRR. Bohaterami są członkowie załogi bombowca B-29 z 393 Eskadry Ciężkich Bombowców armii amerykańskiej. Dowódcą i głównym bohaterem jest kapitan Richard O'Sullivan. Załoga bombowca była przygotowywana do akcji zrzucenia bomby atomowej na Japonię. W tym celu, po ćwiczeniach w bazie wojskowej w Wendover, przerzuceni zostali na Kubę, a następnie na wyspę Tinian na Marianach. Gdy wystartowali na ćwiczebny, zwiadowczy lot nad Japonię, zostali ostrzelani przez japońską artylerię przeciwlotniczą. Na skutek uszkodzeń samolotu musieli lądować na terytorium aliantów – w ZSRR. Wylądowali na Dalekim Wschodzie ZSRR w okolicach Władywostoku. To awaryjne lądowanie dało początek ich strasznemu poznawaniu Związku Radzieckiego. Najpierw zetknięcie ze zwykłymi żołnierzami radzieckimi, potem radzieckie więzienie, oskarżenie o szpiegostwo, nieustanne przesłuchania, bicie i tortury, znęcanie się fizyczne i psychiczne, poniżenia przez sojuszników – „aliantów", głód i straszne warunki sanitarne – tragiczna śmierć kolegi, członka załogi, (lekko rannego w nogę w trakcie lotu nad Japonią, który umierał na gangrenę z powodu niedbale przeprowadzonych zabiegów) ale i pomoc ze strony Wiery – żony kapitana Grigorija Makarowa, dowódcy wzbudzającego powszechny strach Smiersza we Władywostoku, a później nadzwyczajna odmiana ich losu aż po wypuszczenie z więzienia i powrót do Stanów. Autor umiejętnie, obrazowo i realistycznie przedstawił mechanizmy i metody działania stalinowskiego reżimu, zastraszenie obywateli ZSRR (z pracownikami służb bezpieczeństwa włącznie), obnażył także całą przewrotność propagandy sowieckiej, czego przykładem były zmiany oficjalnych wersji wydarzeń wraz ze zmianami sytuacji i układów politycznych i militarnych. W powieści nakreślona też została sylwetka Stalina jako bezwzględnego despoty, rządzącego za pomocą bezlitosnego terroru, wszechobecnego donosicielstwa, kłamstwa, strachu i obłudy.
Pokazano jednocześnie autentyczne przykłady działania radzieckich agentur w USA nawet wśród naukowców konstruujących bombę atomową.

## Źródła
- Jarosław Abramow-Newerly – „Alianci" – Zakłady Wydawnicze „Versus" & Wydawnictwo „Białowieża" – Białystok 1990 ISBN 83-7045-011-3

- Tamże, „Wstęp" s. 5-9

- Tamże, dedykacja autora: „Krzysztofowi Topolskiemu – pomysłodawcy i twórcy dokumentacji historycznej tej książki – Autor" s. 1